# Turismo vivencial
El turismo vivencial es una tendencia en el turismo, también conocida como “turismo de inmersión”. Está enfocado a los viajes que se centran en experimentar un país, ciudad o lugar en particular, mediante la conexión a su historia, población y cultura. Con ello, el concepto se basa en mecanismos muy similares como por ejemplo: la educación vivencial, el conocimiento vivencial, el diseño de interiores vivencial y el marketing vivencial.

## Generalidades
El Turismo vivencial puede enfatizar las diferentes áreas de la vida local - culinaria, cultural, histórica, comercial, natural o social - y con ello puede ser la base para una experiencia de viaje holística. El objetivo es comprender más profundamente la cultura, población e historia de un destino turístico, mediante la conexión con él más allá de solo visitarlo. Para ello el viajero, por lo general, se pone en contacto con lugareños que dan orientación de como experimentar un lugar. Este puede ser un amigo, un anfitrión de alojamiento u otra persona.

## Historia
El término “turismo vivencial” ya se menciona en libros y publicaciones de 1985 - sin embargo, fue descubierto como una tendencia de mercado significativa en 2012.l